# Zollsoftware
Als Zollsoftware bezeichnet man Programme zur erleichterten und beschleunigten Erstellung von Ein- und Ausfuhrpapieren im Warenumschlag. Für verschiedene Länder siehe die jeweiligen Speziallösungen:
- ATLAS (Zollsoftware) in Deutschland
- E-dec in der Schweiz

Darüber hinaus werden am Markt Zollsoftwaresysteme angeboten, die die von der Zollverwaltung bereitgestellten Schnittstellen an die hausinterne ERP-Software anbindet.